# Gae bolga
Le gae bolga, dans la mythologie celtique irlandaise, est l’arme magique du héros Cúchulainn. Différentes hypothèses ont été émises quant à la signification du nom, il semble que le sens soit « javelot-foudre ». Dans le « Cycle d'Ulster », il lui a été remis par la magicienne Scáthach, lorsqu’il séjourne en Écosse avec son ami Ferdiad, pour parfaire son initiation guerrière et sexuelle.

## Présentation
L’objet a été fabriqué avec les os d’un monstre marin nommé Curruid, qui avait été tué par un de ses congénères, Coinchenn. Cette arme est magique, elle ne peut être utilisée que de manière rituelle, selon l’enseignement de la magicienne. À son invocation, elle vient elle-même comme l’éclair dans la main du guerrier, puis fonce sur l’ennemi. Quand elle pénètre le corps de la victime, elle s’ouvre en de nombreuses pointes qui sont autant de blessures mortelles ; elle est foudroyante et implacable.
Dans le récit épique de la Táin Bó Cúailnge (la « Razzia des vaches de Cooley »), la reine Medb contraint Ferdiad à affronter Cúchulainn en combat singulier, l’enivrant et lui promettant la main de sa fille Findabair. Les deux guerriers se battent pendant trois jours, l’issue du combat est incertaine. En dernière extrémité, Cúchulainn se sert du gae bolga pour vaincre, car Ferdiad avait la peau en corne. L’arme doit être lancée avec les doigts d’un pied.